# Isla de la Plata
Isla de la Plata es una pequeña isla frente a las costas de Manabí, Ecuador, que forma parte del Parque nacional Machalilla. Viniendo descubriendo el marqués don Francisco Pizarro hallaron en este isla plata y joyas de oro usados por los indígenas, de ahí el nombre de Isla de la Plata. Se puede llegar a ella en barco desde la ciudad de Puerto López, de la que se encuentra separada por unos 40 kilómetros.
La isla cuenta con un faro para la navegación desde el año de 1888.
Al pertenecer a la costa ecuatoriana se considera el punto extremo oeste del territorio continental Extremos del Ecuador

## Naturaleza
En Isla de la Plata existe una gran diversidad de especies animales. Por ejemplo, varias especies de alcatraz, incluyendo el alcatraz patiazul (Sula nebouxii), alcatraz patirrojo (Sula sula), y el alcatraz de Nazca (Sula granti). También encontramos el ave denominado fregata y otra especie que se encuentran aquí es el lobo marino sudamericano (Otaria flavescens). Los delfines, como el delfín manchado tropical (Stenella attenuata) se pueden encontrar en las aguas cercanas a la isla. Fue visitada por William Dampier en el año 1684, quien la describió como un lugar habitado por muchas tortugas marinas grandes.
Las visitas guiadas se realizan en un par de senderos diferentes.

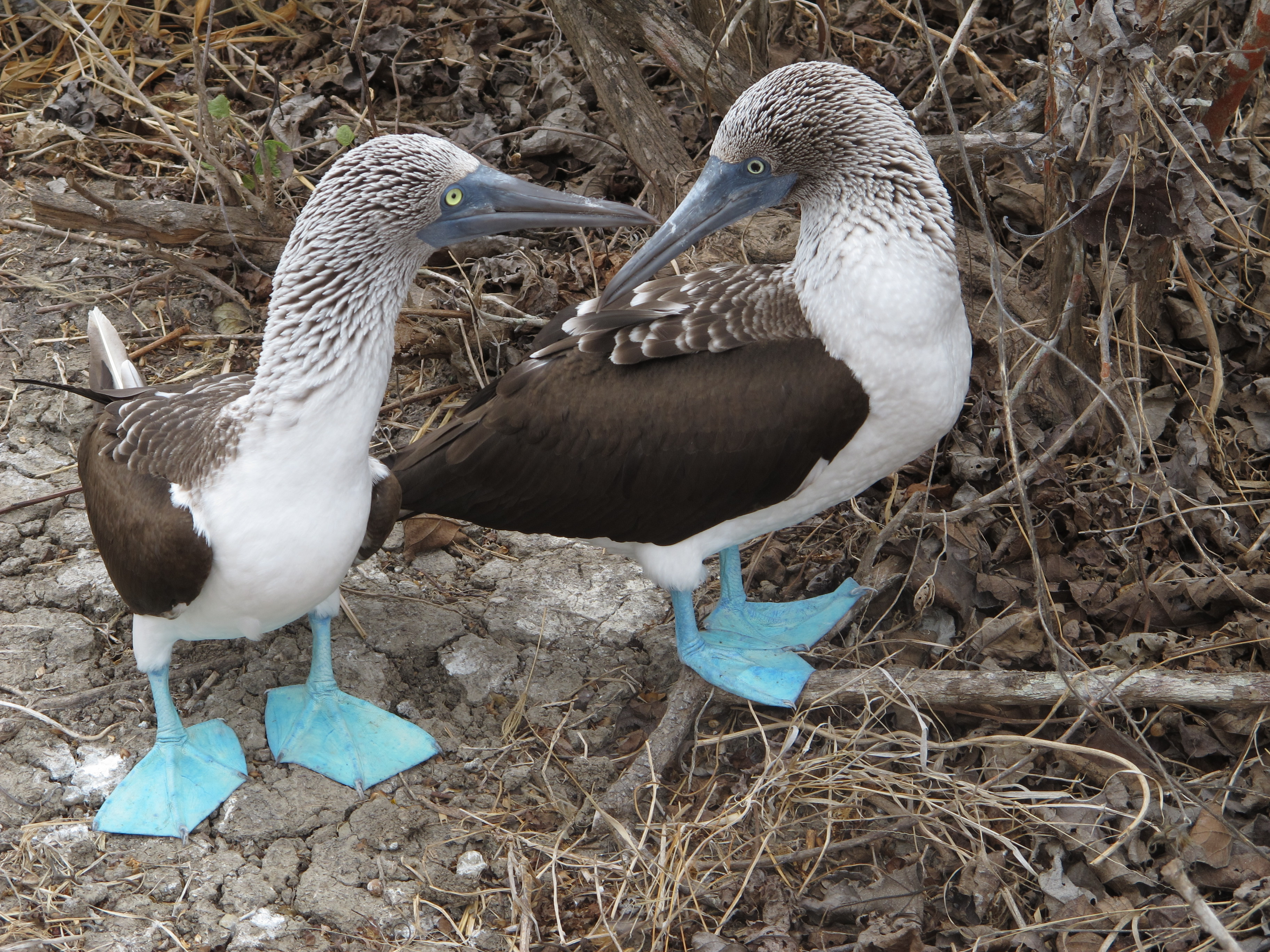
Dos Alcatracez Patiazules, un macho y una hembra (derecha), se les distingue porque la hembra tiene la pupila del ojo más dilatada.
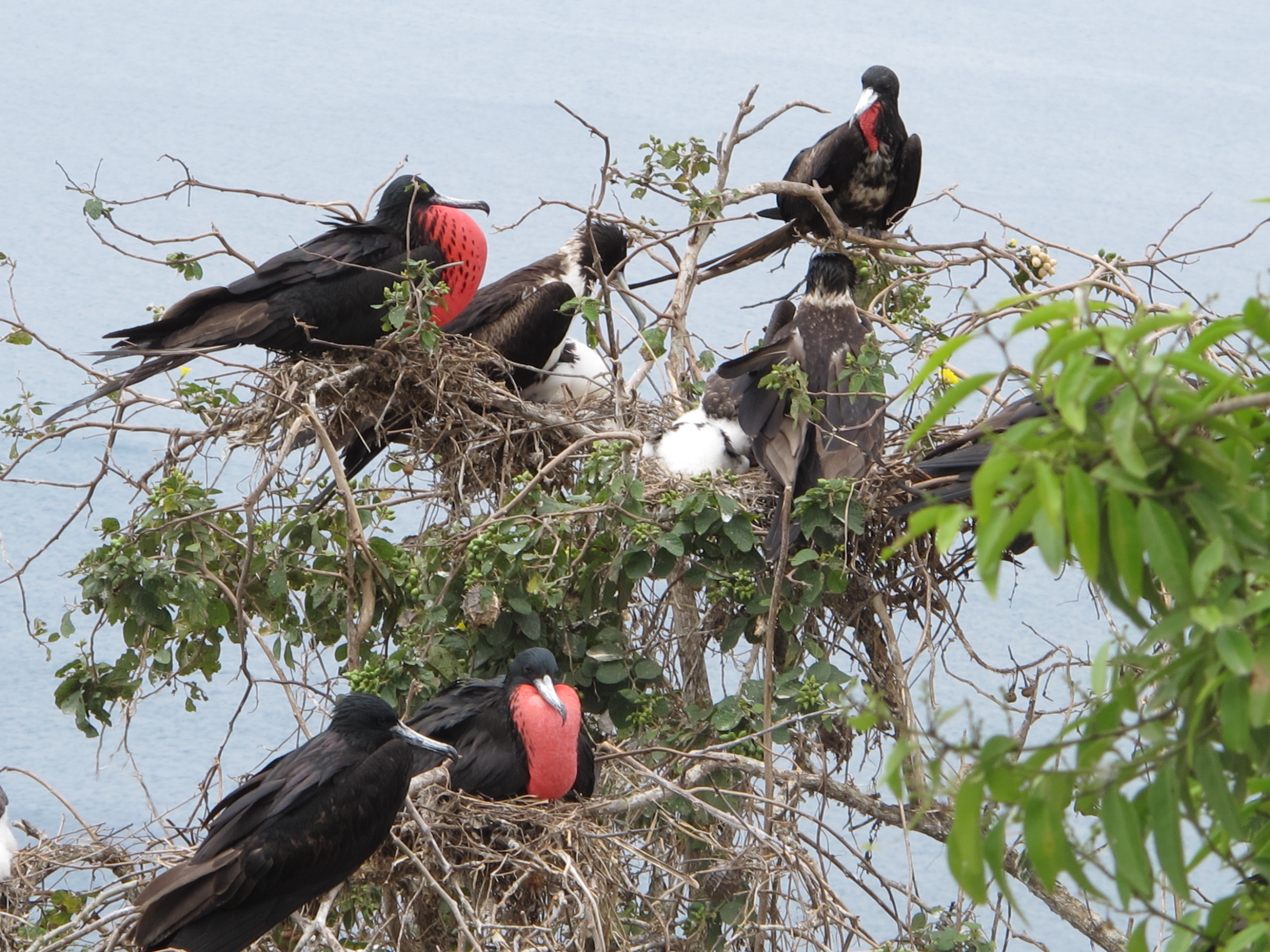
Fregatas en la Isla de la Plata, el macho tiene una bolsa gular que puede inflar para atraer las parejas.

## Historia de la Isla

### Tiempos precolombinos
En la isla de la Plata se encuentran restos arqueológicos de indígenas nativo americanos que van desde el período formativo hasta el final del período precolombino, cubriendo un intervalo de tiempo de más de 3 mil años. Se cree que la isla no estuvo habitada de manera permanente, sino que los indígenas de zonas cercanas organizaban viajes periódicamente para visitarla. Calvez la isla fue un lugar sagrado o alguna especie de Isla templo donde las personas peregrinaban para dejar ofrendas.
Las evidencias más antiguas de visitas humanas a la isla provienen de la cultura Valdivia, que habitó las costas del Ecuador continental y fue una de las primeras culturas de las Américas en adoptar un modo de vida sedentario, basado en la agricultura y el uso de la cerámica. Los arqueólogos encontraron los restos de una choza Valdivia en la sección de la isla conocida como Punta Escalera, la cual fue fechada al período Valdivia VI, alrededor de 2000 años antes de cristo. Entre las cosas que se encontraron dentro de esta choza estaba una lasca de obsidiana, lo cual resulta muy curioso debido a que la obsidiana no solo que no se encuentra naturalmente en la isla, tampoco se encuentra en las costas cercanas. Esto significa que esta lasca de obsidiana tuvo que haber sido transportada desde muy largas distancias, seguramente desde la sierra ecuatoriana. Estos restos de la cultura Valdivia son las evidencias más antiguas de la navegación en alta mar en América del sur.
También existen restos de la cultura sucesora de Valdivia, la cultura Machalilla.
La siguiente cultura en dejar evidencias de sus visitas a la isla fue la cultura Engory, la cual pertenece a la tradición Chorrera. En el lugar conocido como Pampa de los Pitos se encontraron gran cantidad de pitos que pertenecieron a esta cultura, estos dieron nombre a este punto de la isla. Es posible que este lugar haya sido utilizado para realizar conciertos rituales e incluso danzas tradicionales. También se han encontrado ofrendas de piedras semipreciosas y abundantes anzuelos para la pesca. Entre los restos dejados por esta cultura destaca una botella silbato de cerámica con la figura de un mono, esta es una de las pocas botellas de este tipo que han sido encontradas por arqueólogos y excavadas con técnicas apropiadas.
La realización de los rituales musicales en la Pampa de los Pitos y la entrega de ofrendas a la isla continuaron después de la cultura Chorrera, siendo llevados a cabo por la cultura Bahía. Estos también trajeron a la isla esculturas humanas hechas en cerámica para ser simbólicamente sacrificadas rompiéndolas a golpes.
Pare ser que después de los tiempos de Bahía, las visitas a la vista se detuvieron por un período de más o menos 700 años, hasta que finalmente, ya en los momentos más tardíos del período precolombino, las culturas Manteña y Milagro-Quevedo volvieron a hacer visitas a la isla para dejar ofrendas. Durante este período también se han encontrado ofrendas hechas por culturas del Perú, como vasijas provenientes de la cultura Chimú y varias ofrendas Incas, entre las cuales se encuentran varios entierros.

#### Entierros incas
Parece ser que en la isla se encontraron 4 entierros incas, ya que si bien los arqueólogos solo pudieron recuperar 2 esqueletos, varios tesoros encontrados por saqueadores en la isla apuntan a que otros dos esqueletos incas fueron destruidos por los ladrones de tumbas. Se trataban de entierros del Capac Hucha, un antiguo ritual inca en el cual niños y niñas del Cuzco eran enviados a todas partes del imperio para ser sacrificados en lugares sagrados conocidos como huacas.
Entre las ofrendas ofrecidas a las sacrificadas se encontraban varios aribalos de estilo inca en miniatura, alfileres de cobre, oro y plata, varias estatuillas venus de los mismos metales y spondylus y una gran hacha de piedra.

### Aparición de la Virgen María
En la actualidad en las yumbadas danzas ceremoniales de los yumbos se reúnen en la iglesia de la Merced ya que existe la tradición oral de que en dicha iglesia existe una piedra sagrada. Esto está conectado con la historia de la conquista y la aparición de la virgen de la Merced en la Isla de la Plata, actual provincia de Manabí. Fue Portoviejo una ciudad por la que los españoles desembarban durante la conqusita del imperio incaico. La isla de la plata que queda en las inmediaciones de dicha ciudad fue el escenario donde los conquistadores primero encontraron los restos incaicos y después presenciaron la aparición de la Virgen de la Merced. Por esta razón esta piedra donde vieron a la Virgen fue llevada a Quito y se encuentra en la iglesia de esta orden. Se cree que esta imagen corresponde a una representación de una Madre sosteniendo a un hijo y que tenía como nombre María Meseia, según las notas del arqueólogo Seville:
Hay una isla junto a los pueblos de la costa donde tienen una casa de oración hecha a manera de tienda de campo, toldada de muy ricas mantas labradas, a donde tienen una imagen de una mujer con un niño en los brazos que tiene por nombre María Meseia: cuando alguno tiene alguna enfermedad en algún miembro, hácele un miembro de plata o de oro y ofrécelos y le sacrifican delante de la imagen ciertas ovejas en ciertos tiempos. 